# Volkswagen Blues
Volkswagen Blues est un roman québécois de Jacques Poulin paru en 1984.
Un écrivain, Jack Waterman, part en voyage à bord de son minibus Volkswagen pour retrouver son frère qu'il n'a pas vu depuis environ vingt ans. Sur son trajet, de la Gaspésie à la Californie, il prend en auto-stop une jeune métisse, la Grande Sauterelle, et son chat.
Tous deux vont vivre une sorte de Road movie tout en traversant l'Amérique du Nord, qui leur fera suivre le Saint-Laurent et franchir les Rocheuses jusqu'à la baie de San Francisco, tout en se rapprochant au gré de leurs sentiments.
« Roman du voyage, roman de la quête, Volkswagen Blues est, selon Jonathan M. Weiss, surtout une aventure littéraire, une exploration du continent américain à travers ses textes ».